# Französischer Kröpfer

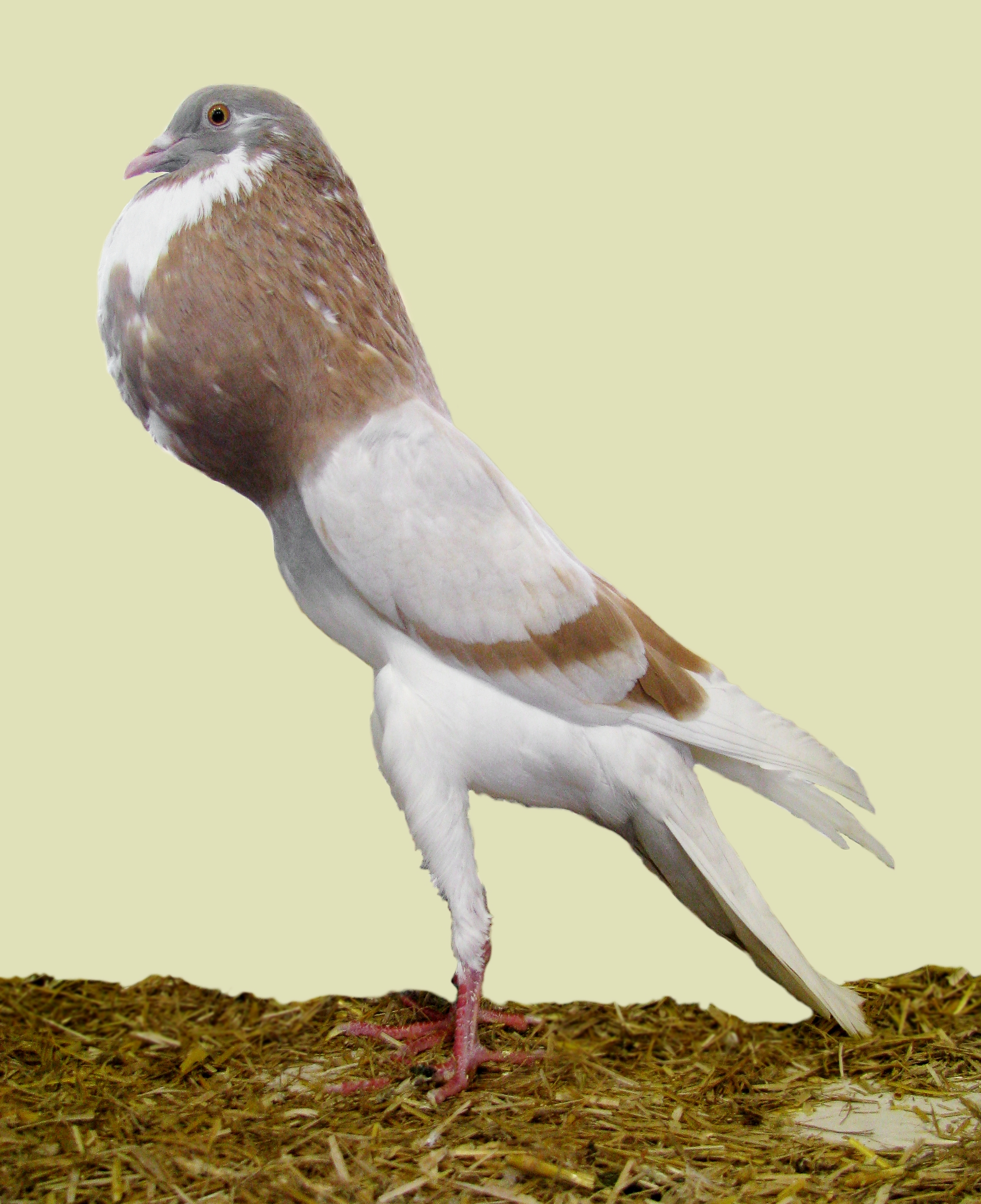
Französische Kröpfer, Täubin, gelbfahlgeherzt

Der Französische Kröpfer ist eine Haustaubenrasse und gehört zur Gruppe der Kropftauben. Ihre Heimat ist vor allem Nordfrankreich, in Deutschland seit 1870 bekannt.

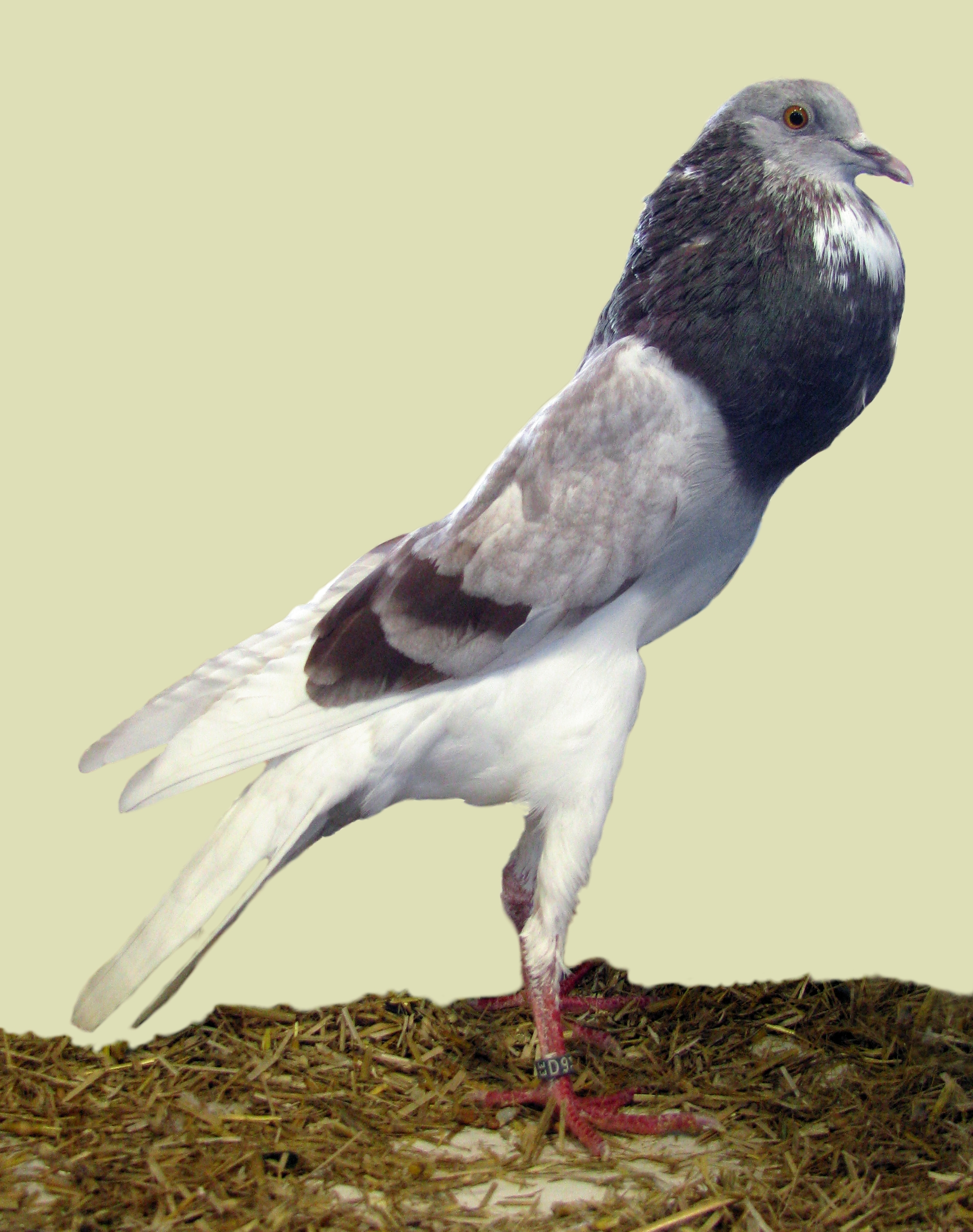
Täuber, rotfahlgeherzt
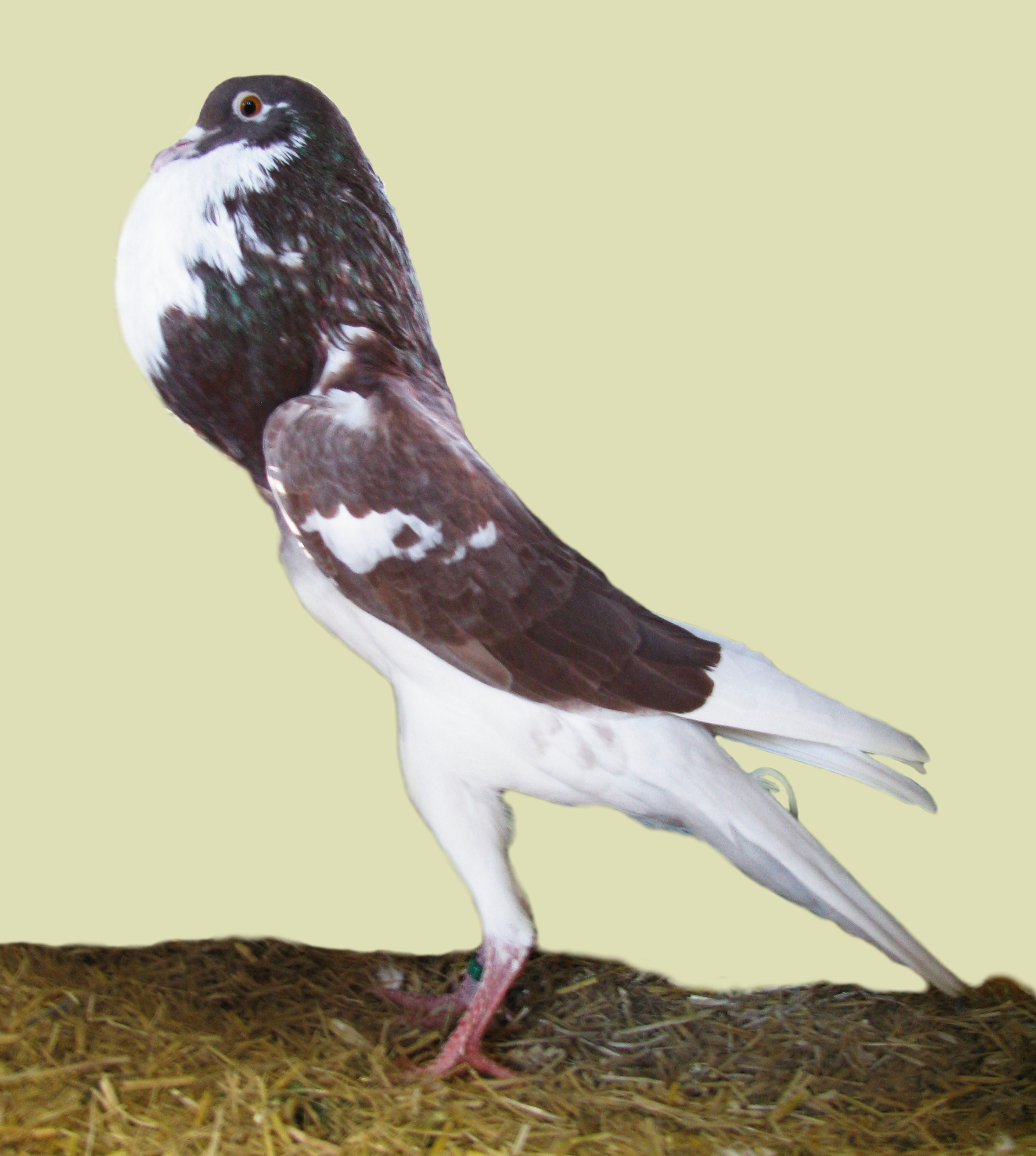
Täuber, rotgeherzt